# Warwick Avenue
«Warwick Avenue» — сингл валлийской певицы Даффи с её дебютного альбома Rockferry. Текст песни был написан Джимми Хогартом, Эгом Уайтом (англ. Eg White) и Даффи, продюсером выступил Джимми Хогарт. Сингл получил название в честь станции метро Ворик-авеню в Лондоне.
Сингл достиг третьей строчки в UK Singles Chart, на сегодняшний день продано 249 165 копий в Великобритании. Песня заняла 41 место в рейтинге «100 лучших песен 2008 года» по версии журнала Rolling Stone.

## Продвижение
Песня прозвучала сразу в нескольких британских телесериалах и в компьютерной игре Band Hero.
Дженни Дуглас (Jenny Douglas) исполнила её в телесериале «Над радугой».
Даффи исполнила песню на церемонии BRIT Awards 2009 года, где она победила сразу в трёх номинациях.

## Видеоклип
Премьера клипа на песню состоялась 23 апреля 2008 года на Channel 4. Режиссёром выступил Дэниел Вулф. В видеоклипе Даффи покидает станцию метро Ворик-авеню и поёт, сидя на заднем сиденье чёрного такси и плача.
Позже видеоклип был номинирован на премию MTV Video Music Award в 2008 году в категории «лучший британский видеоклип».

## Трек-лист
UK CD single
1. «Warwick Avenue»
2. «Put It In Perspective»

UK 7" vinyl single
1. «Warwick Avenue»
2. «Loving You»(Richard J. Parfitt, Owen Powell)

Australian digital download single
1. «Warwick Avenue»
2. «Put It In Perspective»
3. «Loving You»

German maxi single
1. «Warwick Avenue»
2. «Put It In Perspective»
3. «Loving You»
4. «Warwick Avenue Video»

iTunes B-side single
1. «Put It In Perspective»
2. «Loving You»

## Чарты
| Чарт (2008)                         | Позиция |
| ----------------------------------- | ------- |
| Австрия (Ö3 Austria Top 40)         | 17      |
| Бельгия/Фландрия (Ultratop 50)      | 14      |
| Бельгия/Валлония (Ultratop 50)      | 25      |
| Чехия (Rádio — Top 100)             | 14      |
| Дания (Tracklisten)                 | 7       |
| Euro Digital Songs (Billboard)      | 7       |
| Финляндия (Suomen virallinen lista) | 19      |
| Франция (SNEP)                      | 14      |
| Германия (GfK)                      | 12      |
| Ирландия (IRMA)                     | 11      |
| Italy (FIMI)                        | 21      |
| Нидерланды (Dutch Top 40)           | 19      |
| Нидерланды (Single Top 100)         | 9       |
| Новая Зеландия (Recorded Music NZ)  | 15      |
| Норвегия (VG-lista)                 | 15      |
| Шотландия (OCC Scotland)            | 7       |
| Швеция (Sverigetopplistan)          | 16      |
| Швейцария (Schweizer Hitparade)     | 12      |
| Великобритания (OCC UK Singles)     | 3       |

| Чарт (2008)                          | Позиция |
| ------------------------------------ | ------- |
| Belgium (Ultratop 50 Flanders)       | 63      |
| Germany (Official German Charts)     | 70      |
| France (SNEP)                        | 97      |
| Netherlands (Dutch Top 40)           | 94      |
| Netherlands (Single Top 100)         | 24      |
| Sweden (Sverigetopplistan)           | 63      |
| Switzerland (Schweizer Hitparade)    | 55      |
| UK Singles (Official Charts Company) | 30      |

## Сертификации
| Регион | Сертификация | Продажи |
| --- | ------------ | ------- |
| Дания (IFPI Danmark) | Золотой      | 7500^   |
| Великобритания (BPI) | Платиновый   | 600 000 |
| ^ Данные о тиражах приведены только на основе сертификации. · Данные о продажах + прослушиваниях приведены только на основе сертификации. |              |         |